# Fernando Quirarte
Fernando Quirarte Gutiérrez (født 17. maj 1956 i Guadalajara, Mexico) er en tidligere mexicansk fodboldspiller (midterforsvarer) og senere -træner.
Quirarte spillede femten år hos storklubben Chivas i sin hjemby. Han blev mexicansk mester med klubben i 1987.
Quirarte spillede desuden 45 kampe og scorede fem mål for Mexicos landshold. Han var en del af det mexicanske hold der nåede kvartfinalerne ved VM i 1986 på hjemmebane, og spillede alle holdets fem kampe i turneringen.
Efter at have indstillet sin aktive karriere har Quirarte fungeret som træner, og har blandt andet stået i spidsen for sin gamle klub som aktiv, Chivas, samt Santos Laguna.

## Titler
Liga MX
- 1987 med Chivas Guadalajara